# Meghraj
Meghraj è una suddivisione dell'India, classificata come census town, di 9.891 abitanti, situata nel distretto di Aravalli, nello stato federato del Gujarat. In base al numero di abitanti la città rientra nella classe V (da 5.000 a 9.999 persone).

## Geografia fisica
La città è situata a 23° 30' 0 N e 73° 30' 0 E e ha un'altitudine di 177 m s.l.m..

## Società

### Evoluzione demografica
Al censimento del 2001 la popolazione di Meghraj assommava a 9.891 persone, delle quali 5.128 maschi e 4.763 femmine. I bambini di età inferiore o uguale ai sei anni assommavano a 1.206, dei quali 654 maschi e 552 femmine. Infine, coloro che erano in grado di saper almeno leggere e scrivere erano 7.219, dei quali 4.123 maschi e 3.096 femmine.